# Volo Pakistan International Airlines 544
Il volo Pakistan International Airlines 544, un Fokker F27 della Pakistan International Airlines, è stato dirottato il 25 maggio 1998, poco dopo il decollo dall'aeroporto internazionale di Gwadar, da tre uomini armati appartenenti all'Organizzazione degli Studenti di Baloch. L'aereo, con a bordo 33 passeggeri e 5 membri dell'equipaggio, era appena arrivato dall'aeroporto di Gwadar, Belucistan, e doveva atterrare all'aeroporto di Hyderabad, nella provincia del Sindh. I dirottatori pretesero che l'aereo fosse portato a Nuova Delhi, in India. La Compagnia Haideri del gruppo servizi speciali dell'esercito, il 7º battaglione del Commando Zarrar, Divisione SSG, accompagnato da membri dei Ranger Pakistani, presero d'assalto l'aereo, mentre la polizia pakistana lo circondò. L'operazione si concluse con l'arresto e successiva condanna a morte di tutti e tre i dirottatori in Pakistan, senza vittime.

## Dirottamento dell'aereo
L'incidente partì mentre l'aereo era in volo, con a bordo 33 passeggeri e 5 membri dell'equipaggio all'estero. Il Fokker della PIA, volo PK-554 diretto a Karachi, è stato dirottato poco dopo il decollo da Gwadar alle 17:35 del 25 maggio 1998. I dirottatori costrinsero il pilota a volare verso Nuova Delhi, in India.

## Le richieste dei dirottatori
I dirottatori avevano inizialmente chiesto al pilota di virare il Fokker verso Nuova Delhi, ma il pilota rifiutò con il pretesto della carenza di carburante e che anche i jet dell'aeronautica militare pakistana avevano intercettato l'aereo. Il dramma partì quando il pilota della PIA, il capitano Uzair Khan, contattò il direttore generale dell'aeroporto di Hyderabad dopo essere stato dirottato. Il suo messaggio si rivolgeva all'aeroporto di Hyderabad come all'aeroporto di Bhuj, portando i dirottatori a credere che si trovassero a Bhuj, in India, poiché aveva sentito i dirottatori parlare delle mappe di Bhuj. Così il controllore dell'aeroporto di Hyderabad finse di lavorare per l'aeroporto di Bhuj e riferì al pilota di essere in attesa dell'atterraggio dell'aereo. Questa comunicazione lasciò credere ai dirottatori che avevano attraversato l'India.

## I dirottatori
I tre dirottatori sono stati identificati come Shahsawar Baloch, Sabir Baloch e Shabir Baloch. Viaggiavano sotto i nomi di Jamal Hussain, Anwer Hussain e Ghulam Hussain.

## Sequenza temporale

### L'assedio del volo 544
Il Fokker atterrò a Hyderabad a tarda notte. Il direttore dell'aeroporto aveva spento le luci e la segnaletica orizzontale di Hyderabad, per non svelare il bluff. Più tardi nella notte, i dirottatori rilasciarono l'ingegnere di volo Sajjad Chaudhry per convincere le autorità di effettuare il rifornimento di carburante all'aereo per un viaggio verso Nuova Delhi. La situazione di stallo si concluse dopo sette ore di trattative continue guidate da alti funzionari della polizia pakistana. I funzionari includevano il sovrintendente superiore di polizia Akhtar Gorchani, il sovrintendente aggiunto di polizia Usman Anwar, il vice commissario e magistrato distrettuale Hyderabad Sohail Akbar Shah e il maggiore dei ranger pakistani Aamir Hashmi, alle 3 del mattino di lunedì. I dirottatori chiesero cibo, acqua e carburante per l'aereo.

### Preparazione per l'attacco
L'intero aeroporto venne transennato dai ranger e dal personale dell'esercito. I commando appartenenti alla Compagnia Haideri, 7º Battaglione Commando Zarrar, Divisione SSG, erano stati posti in allerta per un possibile assalto all'aereo. Tutte le luci dell'aeroporto erano state spente e i collegamenti stradali con l'aeroporto sigillati. Gorchani e Anwar si offrirono volontari per consegnare l'acqua e il cibo, e quindi gli altri poliziotti riuscirono a raggiungere l'aereo, sebbene disarmati.
Mentre gli ufficiali rimasero sull'aereo per distrarre i dirottatori, lo Special Service Group si preparò per la missione. Nel frattempo, gli ufficiali si parlavano in hindi e convinsero i dirottatori che erano cittadini indiani, poiché i dirottatori credevano di essere in un aeroporto indiano. I due dirottatori che si identificavano come Sabir e Shabbir erano usciti con delle bombe a mano legate ai loro corpi. Gli agenti di polizia, per guadagnare tempo e fiducia, riferirono ai dirottatori che il personale dell'ambasciata pakistana era stato chiamato a parlare con loro ma, allo stesso tempo, insistettero sul fatto che non avrebbero dovuto ferire i passeggeri e lasciare andare le donne e i bambini.

### Assalto finale
La parte conclusiva del dramma si aprì quando i dirottatori permisero alle donne, due neonati e un bambino di sbarcare a seguito di trattative con Anwar, che le incontrò come "Assistente Manager dell'Aeroporto", mentre Gorchani si finse Ashok, manager dell'aeroporto di Bhuj. Il vice commissario Sohail Akbar Shah si unì alla squadra come DC Rajhastan e comunicò con gli altri ufficiali in hindi. Le donne e i bambini furono evacuati dal Fokker mentre gli ufficiali rimasero sull'aereo. Nel frattempo, l'esercito pakistano aveva assegnato la missione alla Compagnia Haideri, guidata dal maggiore Tariq Ahmad Anees e dal maggiore Aamir Saleem, nome in codice "Operazione Commando". Entro la mezzanotte, i membri dell'SSG arrivarono sulla scena. Avevano iniziato a lanciare l'operazione su vasta scala per neutralizzare i terroristi. I veicoli della polizia, dei ranger e dell'esercito pakistani erano parcheggiati davanti all'aereo per impedirgli di riprendere il volo. I commando SSG avevano preso posizione. L'SSG prese d'assalto il velivolo, entrando dalla parte anteriore e dalle porte posteriori dell'aereo. Il vice commissario di polizia aveva detto Alla ho Akbar (Dio è grande) contemporaneamente all'entrata dell'SSG nell'aereo. Scioccato dalla frase, uno dei dirottatori cercò di sparare al vice commissario, ma lo mancò, così il criminale sparato per errore a uno dei suoi complici. L'operazione durò meno di due minuti. Tutti e tre i dirottatori vennero arrestati dall'SSG e portati di corsa a Karachi e consegnati alla polizia pakistana.

## L'indagine
Si diceva che i dirottatori trasportassero armi di piccolo calibro - pistole o revolver, sebbene avessero mostrato alcuni pacchetti che sostenevano fossero esplosivi ad alto potenziale. Gli interrogatori rivelarono che i dirottatori beluci erano contrari ai test nucleari nella loro provincia natia del Belucistan in seguito ai recenti test nucleari indiani. Successivamente è stato rivelato che i dirottatori avevano chiesto un rifornimento di carburante per recarsi a Nuova Delhi. Durante l'assedio, il comandante del V Corpo, il segretario capo, il ministro dell'Interno e l'ispettore generale di polizia di IG erano presenti all'aeroporto.

## Conseguenze
Il tenente generale (in pensione) del governatore del Sindh Moinuddin Haider rimase in contatto con le autorità durante l'assedio. La settimana successiva onorò gli agenti di polizia del Sindh con le più alte onorificenze e premi al valore dimostrato. I dirottatori sono stati processati ai sensi del 402-B (codice di dirottamento definito nella legge pakistana) nel 1998 e condannati a morte nel 1999. Tutti i dirottatori sono stati impiccati il 28 maggio 2015, dopo 17 anni dal giorno in cui il Pakistan aveva condotto con successo i test nucleari nel Distretto di Chagai, nel Belucistan.

## Agenti della polizia pakistana coinvolti
- Sovrintendente superiore di polizia Akhtar Gorchani (ora ispettore generale aggiuntivo (D\AIG)).
- Assistente sovrintendente di polizia Dr. Usman Anwar (ora SSP, insignito della medaglia della polizia Quaid-e-Azam per la galanteria per questo episodio in seguito)

## Ufficiali civili
- Vice commissario (DC) Sohail Shah (travestito da DC Rajasthan) (decorato da cittadini dai Hyderabad).

## Riconoscimenti
- Maggiore Aamir (ora colonnello) (decorato con Tamgha-e-Basalat, premio al valore dell'esercito)
- Maggiore Tariq Ahmad Anees (ora colonnello) (decorato con Sitara-e-Jurrat, premio all'onore dell'esercito)